# David Sedley
David Neil Sedley FBA (* 30. Mai 1947 in London) ist ein britischer Philosophiehistoriker. Er war der siebte Laurence Professor of Ancient Philosophy an der Universität Cambridge.

## Leben
Sedley studierte am Trinity College, Oxford, Literae humaniores. Er erlangte dort 1969 den B.A. mit First Class Honours. Zu einem Promotionsstudium bei Anthony A. Long wechselte er an das University College London, wo er 1974, nach einem längeren Aufenthalt am Centro Internazionale per lo Studio dei Papiri Ercolanesi in Neapel, mit einer Dissertation über das Buch XXVIII der Schrift des Epikur Über die Natur (Text, Übersetzung, Kommentar) den Ph.D. erwarb.
Nach zwei Jahren als Junior Research Fellow am Balliol College, Oxford, war Sedley seit 1976 Fellow des Christ’s College, Cambridge und University Lecturer, von 1989 an Reader in Ancient Philosophy, von 1996 an Professor of Ancient Philosophy an der University of Cambridge und schließlich seit Juli 2000 Laurence Professor of Ancient Philosophy. Emeritiert wurde er im September 2014. Nachfolger auf dem Lehrstuhl wurde sein Schüler Gábor Betegh.
Gastprofessuren hatte er an der Princeton University (September 1981 bis März 1982), an der University of California at Berkeley (1984 sowie von 2004 bis 2005 als Sather Professor), an der Yale University (1990) und an der Cornell University (2001) inne. 1994 wurde er zum Fellow der British Academy gewählt, 1998 zum Mitglied der American Academy of Arts and Sciences.
Sedley zählt zu den führenden Spezialisten auf dem Gebiet der antiken, insbesondere der hellenistischen Philosophie. Gemeinsam mit seinem Lehrer Long hat er die bislang maßgebliche Quellenedition zu der hauptsächlich fragmentarisch überlieferten Philosophie der hellenistischen Schulen veröffentlicht. Bemerkenswert ist außerdem seine Schrift zum antiken Kreationismus, die in den Sather Classical Lectures erschienen ist. Auch Platon hat er zwei Monographien gewidmet. Darüber hinaus arbeitet er an der Edition antiker Papyri philosophischer Schriften.
Sedley war Herausgeber der philologischen Fachzeitschrift The Classical Quarterly (1986–1992) und der Oxford Studies in Ancient Philosophy (1998–2007).

## Schriften (Auswahl)
- Epicurus, On nature, Book XXVIII. In: Cronache Ercolanesi. Band 3, 1973, S. 5–83.
- mit Anthony Arthur Long: The Hellenistic Philosophers. Band 1: The principal sources in translation with philosophical commentary. Cambridge University Press, Cambridge 1987.
- mit Anthony Arthur Long: The Hellenistic Philosophers. Band 2: Greek and Latin texts with notes. Cambridge University Press, Cambridge 1987.
  - Deutsche Übersetzung von Band 1: Die hellenistischen Philosophen. Texte und Kommentare. Übersetzt von Karlheinz Hülser. J. B. Metzler, Stuttgart/Weimar 2000.
  - Französische Übersetzung: Les philosophes hellénistiques. Traduction par Jacques Brunschwig et Pierre Pellegrin. Flammarion, Paris 2001, ISBN 978-2-08-070641-6
- Lucretius and the Transformation of Greek Wisdom. Cambridge University Press, Cambridge 1998.
- The Cambridge Companion to Greek and Roman Philosophy. Cambridge University Press, Cambridge 2003.
- Plato’s Cratylus. Cambridge University Press, Cambridge 2003.
- The Midwife of Platonism. Text and Subtext in Plato’s Theaetetus. Clarendon Press, Oxford 2004.
- Creationism and its Critics in Antiquity (= Sather Classical Lectures. Band 66). University of California Press, Berkeley/Los Angeles 2007.
- als Hrsg. mit Anna Maria Ioppolo: Pyrrhonists, Patricians, Platonizers. Hellenistic Philosophy in the Period 155–86 BC. Bibliopolis, Neapel 2007.